# BNP Paribas

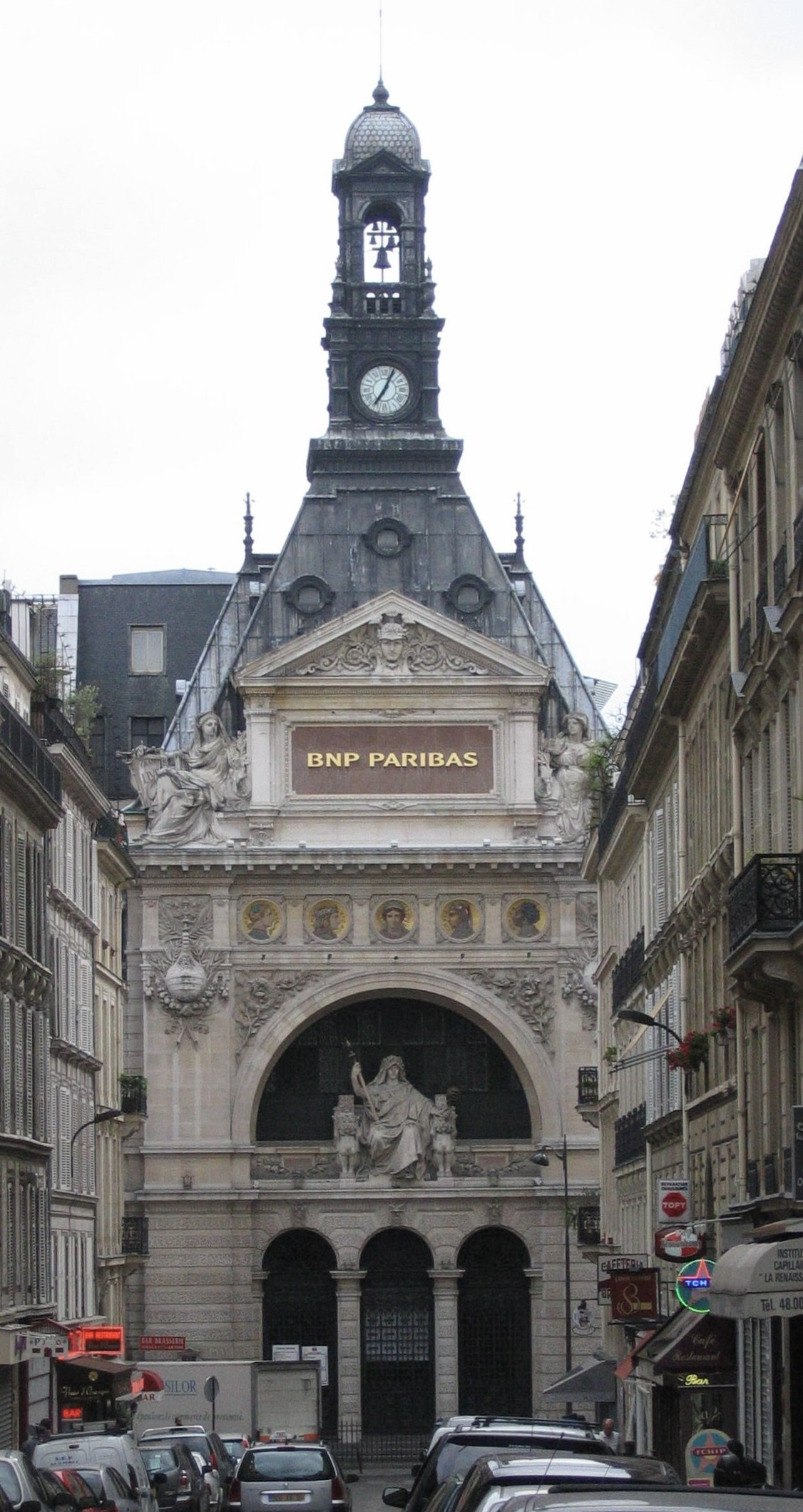
Sediul din Paris al BNP Paribas

BNP Paribas este cea mai mare bancă din Franța, cea mai mare bancă din zona Euro, una dintre cele mai mari companii franceze, și se află pe locul 5 în lume în industria bancară după capitalizarea bursieră și pe locul 8 după beneficiul net în 2007, conform listei Forbes Global 2000.
BNP Paribas este cea mai importantă bancă din zona Euro după valoarea activelor și cea de-a doua după capitalizarea bursieră (după Banco Santander). În Franța BNP deține 2200 de filiale, peste 6 milioane de clienți particulari și peste 60.000 de clienți corporate. Banca este de asemenea foarte prezentă în Statele Unite (unde deține BancWest) precum și în Asia.
BNP Paribas operează în 87 de țări și are 162.700 angajați din care  126.600 în Europa, 15.000 în America de Nord și 8.800 în Asia (iunie 2008).
Domeniile de activitate cele mai importante sunt banca de detaliu (circa 63% din produsul bancar net), banca de finanțare și investiții (aproximativ 30% din PBN), bancă privată, activități de gestiune de active (asset management), asigurări, gestiune de patrimoniu, leasing etc.
Rezultate financiare: (miliarde Euro)
| An               | 2007  | 2006  | 2005  | 2004 | 2003 |
| ---------------- | ----- | ----- | ----- | ---- | ---- |
| Valoare active   | 1.694 | 1.440 | 1.258 | 905  | 783  |
| Cifra de afaceri | 31    | 27,9  | 21,8  | 18,8 | 17,9 |
| Venitul net      | 7,8   | 7,3   | 5,8   | 4,6  | 3,7  |

## BNP Paribas în România
BNP Paribas deține pe piața românească compania de leasing operațional Arval, divizia de credite de consum Cetelem, o divizie de imobiliară - BNP Paribas Real Estate, iar pe segmentul de asigurări de viață este reprezentat prin BNP Paribas Cardif.